# Tachina lurida
Tachina lurida là một loài ruồi trong họ Tachinidae.